# Никола Колищърков
Никола Кочов Колищърков е български предприемач и революционер, деец на Вътрешната македоно-одринска революционна организация, в голямото българско семейство Колищъркови.

## Биография
Роден е през 1854 година град Прилеп, тогава в Османската империя, в голямото българско семейство Колищъркови. Към 1883 година разполага с магазин за колониални стоки с голям оборот. Отваря банка на име „Банка Колищъркови“. Банката разполага с кантора в Цариград. Присъединява се към Вътрешната македоно-одринска революционна организация и действа като легален деец. Заподозрян е от Османските власти и е принуден да избяга от Прилеп. Заедно с жена си и четирите си деца се установява в България, където през 1903 година му се ражда пето дете.
Продължава да поддържа банката си в България, докато през 1920 година счетоводителят и касиерът на банката я ограбват. Когато разбира за случилото се, получава сърдечен удар и умира. Погребан е в Централните софийски гробища.